# Drag the River

## Storia del gruppo

### Prime registrazioni e Closed
Durante le ore libere agli studi della Blasting Room Jon e Chad passavano il tempo registrando alcuni brani. Tra il '96 e il '97 registrarono circa 20 pezzi. Chiunque fosse nello studio poteva tranquillamente partecipare alle registrazioni, l'importante era imparare e registrare la canzone nel tempo che avevano a disposizione. Negli anni seguenti queste canzoni furono raccolte in un album chiamato Hobo's Demos al quale seguirono alcune serate nei locali della zona.
L'album e le serate hanno riscosso un certo successo, tanto da portare la band a pubblicare come secondo lavoro, un vero e proprio album nel marzo 2002 chiamato Closed e pubblicato da Upland/O&O record, label è gestita dai membri degli ALL/Descendent insieme con Joe Carducci della leggendaria SST label (Descendent, Black Flag, Meat Puppets, Husker Du).

### Cambio di formazione e Live
Karl Alvarez lascia la band e viene sostituito da JJ dei Nobodys. La band inizia a lavorare più seriamente sino a pubblicare nel 2002 "Live at the Starlight" con la Mars Motor (label di Jon, Flash e Chris Irwin), producendo così il loro primo disco live. Vennero aggiunte inoltre alcune tracce registrate 5 giorni dopo dal vivo fatta davanti a un pubblico nettamente inferiore come numero a Green Bay. Questa registrazione prende il nome di At the GREEN DOOR O.K.C." e i brani son totalmente differenti dal live precedente. Questo live è stato pubblicato nel 2003

### Dal 2004 a oggi
Chicken Demos è considerato dalla band la sorella di Hobo's demos, e viene pubblicato nel maggio 2004 dalla Upland/O&O.
"Hey Buddies" è un ep pubblicato nel novembre 2004, 6 canzoni co-realizzate con i tecnici della Red Sand. L'ep doveva essere un'edizione limitata ma fu più che limitata visto che oltre la metà vennero rubati durante un'esibizione a Green Bay. Due mesi dopo venne pubblicata un'altra edizione, leggermente differente, dalla Mars Motors con artwork diversi.
Zach lasci la band che ora diventa composta da soli 4 membri, anche se più volte Chad Rex si unisce alla band per alcune esibizioni o durante alcune sessioni di prove, e Casey Prestwood si unisce alla band per circa un anno e mezzo, da febbraio 2005 sino ad ottobre 2006.
A dicembre 2005 la band registra canzoni per realizzare 3 diversi 7". Chris Peirce, detto Gobo, tecnico della Technical Ecstasy Studio registra due canzoni che faranno parte del 7" THIRD WORLD INDUSTRIES
A gennaio 2006 la band si ritrova all'Hideaway con Marc Bening, uno studio totalmente analogico sperduto tra le montagne di Sedalia in Colorado, per registrare un nuovo album. Ma un brutto incidente con lo snowboard capitato a Marc causerà l'esclusione dei tre pezzi dall'album, che verranno inseriti nell'album successivo.
Esiste inoltre uno split con i Dents registrato nel 2006. Ogni band ripropone brani dell'altra.
Un amico della band, Roger De Rok, ha pubblicato Gabba Gabba Hey Buddies una ristampa dell'ep con alcune bonus.
"It's Crazy" viene pubblicato dalla Suburban Home Records il 6 giugno 2006 e rappresenta il disco anniversario per i 10 anni della band, e ne viene fatta anche una versione spagnola intitolata Esta Loco
A gennaio 2007 la band è rientrata in studio per un nuovo lavoro, che vele la luce nel 2008 e si intitola You Can't Live This Way.
La SuburbanHome ha annunciato il rilascio a febbraio 2009 di tre nuovi Ep intitolati Garage rock, Can't Leave These Stays e Under The Influences Volume 5 che saranno raccolti, insieme allo split con i Dents nell'album Bad and Breaking Up.

## Formazione

### Formazione attuale
- Jon Snodgrass - chitarra e voce
- Chad Price - chitarra e voce
- J.J. Nobody - basso
- Casey Prestwood - Chitarra Hawaiiana
- Dave Barker - batteria

### Ex componenti
- Karl Alvarez - basso

## Discografia

### Album studio
- 2000 - Hobo's Demos
- 2002 - Closed
- 2004 - Chicken Demo's
- 2006 - It's Crazy
- 2008 - You Can't Live This Way

### Live
- 2002 - Live at the Starlight
- 2003 -  At the Green Door (LP)

### Ep
- 2004 -  Hey Buddies...
- 2006 - ...A Way with Women
- 2006 - A Shame - Beautiful and Damned
- 2007 - Found All The Parts (Split with the Dents)
- 2009 - Garage Rock
- 2009 - Can't Leave These Stays
- 2009 - Under The Influence Volume 5

### Raccolte e Ristampe
- 2004 Live at the Starlight/at the Green Door (ristampato come doppio)
- 2007 - Gabba Gabba Hey Buddies...LP
- 2006 - Esta Loco (2006)
- 2009 - Bad and Breaking Up